# Wülknitz
Wülknitz là một đô thị thuộc huyện Meißen, bang Sachsen Đức. Đô thị Wülknitz có diện tích 27,77 km², dân số thời điểm ngày 31 tháng 12 năm 2006 là 1820 người.